# Danforth
|  | Per a altres significats, vegeu «Danforth (Maine)». |

Danforth és una població del Comtat d'Iroquois (Illinois) als Estats Units d'Amèrica. Segons el cens del 2000 tenia 587 habitants.

## Demografia
Segons el cens del 2000, Danforth tenia 587 habitants, 202 habitatges, i 131 famílies. La densitat de població era de 472,2 habitants/km².
Dels 202 habitatges en un 32,2% hi vivien nens de menys de 18 anys, en un 52% hi vivien parelles casades, en un 8,9% dones solteres, i en un 34,7% no eren unitats familiars. En el 33,2% dels habitatges hi vivien persones soles el 19,3% de les quals corresponia a persones de 65 anys o més que vivien soles. El nombre mitjà de persones vivint en cada habitatge era de 2,38 i el nombre mitjà de persones que vivien en cada família era de 3,01.
Per edats la població es repartia de la següent manera: un 21,8% tenia menys de 18 anys, un 6,5% entre 18 i 24, un 22,1% entre 25 i 44, un 17,2% de 45 a 60 i un 32,4% 65 anys o més.
L'edat mediana era de 45 anys. Per cada 100 dones de 18 o més anys hi havia 69,4 homes.
La renda mediana per habitatge era de 35.341 $ i la renda mediana per família de 48.125 $. Els homes tenien una renda mediana de 31.786 $ mentre que les dones 23.036 $. La renda per capita de la població era de 17.754 $. Aproximadament l'1,5% de les famílies i l'1,3% de la població estaven per davall del llindar de pobresa.

## Poblacions properes
El següent diagrama mostra les poblacions més properes.